# 柳德維尼夫卡 (伊萬基夫區)
50°57′0″N 29°27′25″E / 50.95000°N 29.45694°E
柳德維尼夫卡（烏克蘭語：Людвинівка）是位於烏克蘭北部的村莊，由基辅州维什霍罗德区的伊萬基夫市鎮負責管轄。該村面積0.7平方公里，海拔高度168米，2001年人口70，人口密度每平方公里100人。